# Rescalure
Rescalure is een acetaatester die gebruikt wordt als insecticide.
Het is een mengsel van vier mogelijke diastereomeren. De verhouding van de isomeren (3S,6R)/(3S,6S) ligt tussen 55/45 en 45/55.

## Toepassing
Rescalure wordt gebruikt in de biologische bestrijding van de schadelijke schildluis Aonidiella aurantii Maskell, een plaaginsect op citrusvruchten. Deze schildluis is ook gekend als "red scale" of in de Verenigde Staten: "California red scale".
Rescalure is een seksferomoon dat door vrouwtjes van de schildluis wordt afgescheiden en de mannetjes aantrekt. Door plastic dispensers in de boomgaarden te hangen die het feromoon verspreiden worden de mannetjes verward; ze vliegen vergeefs rond op zoek naar een vrouwtje en vele zullen in hun korte leven niet aan paren toekomen. Er is dus geen contact tussen deze stof en de citrusvruchten.

## Regelgeving
De Europese Commissie heeft rescalure als actieve stof goedgekeurd voor tien jaar vanaf 18 december 2015.
De goedkeuring was aangevraagd door het Spaanse bedrijf Ecología y Protección Agrícola (EPA), die het product (merknaam: Scalebur) heeft ontwikkeld in samenwerking met de polytechnische universiteit van Valencia en CEQA-IAM (Centro de Ecología Química Agrícola del Instituto Agroforestal Mediterráneo).

## Eigenschappen
Het is een groene vluchtige vloeistof, die in zuivere toestand naar vernis ruikt. Ze is vrijwel niet oplosbaar in water.
Deze stof had bij haar goedkeuring nog geen indeling voor gezondheidsrisico's volgens de Europese verordening (EG) nr. 1272/2008 betreffende de indeling, etikettering en verpakking van stoffen en mengsels. De peerreview van de Europese Autoriteit voor voedselveiligheid heeft voorgesteld om de stof in te delen met de H-zinnen H319 en H317.